# Arcen Games
Arcen Games est une entreprise de Caroline du Nord de développement de jeux vidéo indépendants. Elle a été fondée par Christopher M. Park qui y travaillait initialement sur son temps libre.
Arcen Games est connue pour son titre phare, AI War: Fleet Command puis ses extensions AI War: The Zenith Remnant, AI War: Children of Neinzul et AI War: Light of the Spire.
Ils ont publié depuis les jeux Tidalis, A Valley Without Wind 1&2, Shattered Haven et travaillent désormais activement sur deux nouvelles créations originales, Skyward Collapse et Hexodus of the Machine.

## Jeux

### Stars Beyond Reach
Stars Beyond Reach est un futur jeu vidéo de construction de villes 4X en développement ,.